# Kebunagung (Padangan)
Kebunagung is een bestuurslaag in het regentschap Bojonegoro van de provincie Oost-Java, Indonesië. Kebunagung telt 2487 inwoners (volkstelling 2010).